# Moderato
Moderato is een van oorsprong Italiaanse muziekterm die aangeeft in welk tempo gespeeld moet worden. Moderato betekent "gematigd". Moderato behoort tot de matig snelle tempi. Het metronoomgetal komt neer op 108 tot 120, dus 108 tot 120 tellen per minuut. Rustiger tempi dan 108 komen echter ook voor. Moderato slaat naast op het tempo tevens op het karakter van de muziek. Het wordt ook in een combinatie gebruikt, zoals "allegro moderato", dat dan wil zeggen "gematigd allegro".

## Andere toevoegingen aan een tempo-aanduiding
- molto, assai (zeer)
- vivace, con brio, vivo (levendig)
- con moto (met beweging)
- mosso (levendig, bewogen)
- un poco, (een beetje)
- poco a poco (beetje bij beetje, langzamerhand)
- meno (minder)
- più (meer)
- quasi (bijna, ongeveer)
- (non)troppo ((niet) te veel)
- allegro assai (zeer snel)
- finco pop (met veel beweging)